# Будем ждать, возвращайся
 «Будем ждать, возвращайся!»  — советский телефильм 1981 года режиссёра Николая Малецкого.

## Сюжет
История девушки, недавно окончившей школу, и работающей киномехаником. Её представления о жизни взяты из фильмов с Гретой Гарбо, романтической литературы и советов практичной подружки. Эта «гремучая смесь» не дает ей услышать себя и заставляет совершать необдуманные поступки.

## В ролях
- Лариса Кузнецова — Томка
- Алексей Арефьев — Сергей, тромбонист военного оркестра
- Пётр Меркурьев — Савелий Петрович, дирижёр хора
- Татьяна Кравченко — Валентина, подруга Томки
- Елена Максимова — бабушка
- Анастасия Гиренкова — Люля, сестричка Томки
- Сергей Иванов — Шурик, тромбонист военного оркестра, приятель Сергея, бывший одноклассник Томки
- Юрий Критенко — Сычёв
- Ольга Балясникова — эпизод
- Евгения Юревич — Эпизод
- Коля Приходько — Ромуальд-Ромка, сынок Сычева

## Съемочная группа
- Режиссёр-постановщик: Николай Малецкий
- Сценаристы: Лариса Прус, Василий Соловьев
- Оператор-постановщик: Вилен Калюта
- Художник-постановщик: Алексей Левченко
- Композитор: Вадим Храпачёв

## Награды
Приз ЦК ЛКСМУ за лучшее воплощение молодёжной темы, диплом жюри, приз Гостелерадио Украинской ССР за режиссуру телефильма ВКФ «Молодость—81».

## Литератрура
- Будем ждать, возвращайся //Домашняя синематека: отечественное кино 1918—1996 / С. Землянухин. — М.: Дубль-Д, 1996. — 520 с. — стр. 46